# 山田盛太郎

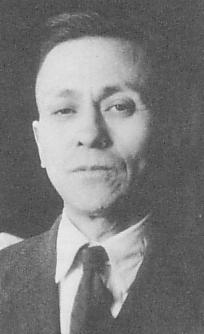
山田盛太郎

山田 盛太郎（やまだ もりたろう、1897年〈明治30年〉1月29日 - 1980年〈昭和55年〉12月27日）は、昭和期日本のマルクス経済学者。東京大学名誉教授。愛知県出身。

## 人物
愛知県生まれ。第八高等学校 (旧制)卒業後、東京帝国大学経済学部に入学。大内兵衛教授の指導を受けながらマルキシズムを研究した。卒業後は助教授となったが、1930年（昭和5年）の赤のシンパ事件（共産党シンパ事件）で検挙。釈放後、同年7月、大学を辞職した。
その後は、野呂栄太郎らと『日本資本主義発達史講座』（岩波書店）を編纂。
1934年の代表作『日本資本主義分析』で講座派の代表者と目されるようになり、櫛田民蔵、猪俣津南雄、向坂逸郎らの労農派と「日本資本主義論争」或いは「封建論争」を繰り広げた。
しかし1936年（昭和11年）7月10日にコム・アカデミー事件で警視庁特高一課に検挙される。目黒警察署で厳しい取り調べを受ける中で、同月中には共産主義理論を放棄して転向を表明するもそのまま留置され、1937年（昭和12年）3月、ようやく釈放される出来事もあった。
第二次世界大戦後、1945年（昭和20年）11月4日、東京帝国大学経済学部教授会は山田の復職を決定。大学に教授として復帰。1950年（昭和25年）に「再生産過程表式分析序論」により東京大学から経済学博士の学位を授与される。同年、日本学士院（当時の第一部人文科学部門）会員になる。その後は、経済学部長などを務め、定年退官後は、専修大学教授、龍谷大学教授を歴任。

## 評価
- 野呂栄太郎、平野義太郎と並びいわゆる講座派マルクス経済学の理論的主柱として活躍した。特に戦前に著された『日本資本主義分析』が日本経済研究に与えた影響は甚大であり、大島雄一をして、「マルクスの資本一般＝競争分析、レーニンの独占＝帝国主義分析を超えて、一国資本主義分析の典型を提示し」と言わしめた（『山田盛太郎著作集第1巻』の月報より）。
- 『日本資本主義分析』において規定した日本資本主義の「軍事的半農奴制的性質」、山田独特の「範疇＝型」の検出による分析に対しては、日本資本主義の特殊性を浮かび上がらせた積極面がある一方で、労農派マルクス経済学及び宇野経済学からは、「型」分析の硬直性が問題視された。
- 以上のように戦前から戦後にかけての日本経済研究に重要な論点を提示した。論文を発表するごとに大きな反響が起きたが、批判者に対して山田が直接反論したことはない。
- 二部門定置説を石井寛治とともに提唱した。

## 経歴
- 1897年 - 愛知県に生まれる。
- 1920年 - 東京帝国大学経済学部経済学科入学。
- 1923年 - 同卒業。東京帝国大学経済学部副手。
- 1925年 - 東京帝国大学経済学部助教授[1]。
- 1930年 - 共産党シンパ事件で東大を追われる。
- 1932年 - 『日本資本主義発達史講座』刊行（1933年まで）。
- 1934年 - 『日本資本主義分析』発表。
- 1936年 - コム・アカデミー事件で検挙。
- 1943年 - 東亜研究所第九調査委員会主査[1]。
- 1945年 - 東京帝国大学経済学部教授に復職[1]、法学部講師を兼務。
- 1946年 - 中央賃金委員会委員。
- 1947年 - 中央農地委員会委員。農地改革に関わる。農地改革記録委員会委員長も務めた。
- 1948年 - 土地制度史学会設立[1]。理事代表に就任（1975年まで）[1]。
- 1949年 - 「農地改革の歴史的意義―問題総括への一試論―」を発表。
- 1950年 - 東京大学経済学部学部長[1]。日本学士院会員[1]。
- 1957年 - 東京大学定年退官[1]。専修大学商経学部教授[1]。
- 1963年 - 専修大学社会科学研究所　第3代所長（1967年まで）。
- 1967年 - 叙勲二等授瑞宝章[1]。
- 1968年 - 龍谷大学経営学部教授（1977年まで）。
- 1980年 - 回盲部膿瘍にて死去（享年83）。叙従三位、賜銀杯一組。

## 著作
- 『日本資本主義分析』（1934年、のち岩波文庫、1977年解説は山田の継承者である南克己）
- 『山田盛太郎著作集』（全5巻、別巻、岩波書店）